# Уилоулейк
Уилоулейк (на английски: Willowlake River) е река в северозападна Канада, Северозападни територии, десен приток на река Маккензи. Дължината ѝ от над 300 km ѝ отрежда 122-ро място сред реките на Канада.
Река Уилоулейк извира на около 780 м н.в. в платото Хорн, разположено на северозапад от Голямото Робско езеро. В най-горното си течение преминава през езерото Уилоу (62°10′ с. ш. 119°09′ з. д. / 62.166667° с. ш. 119.15° з. д.), от където идва и името на реката. От езерото продължава на северозапад около 80 км, приема отдясно най-големия си приток река Пайк Крийк, завива на югозапад, след около 100 км на запад и след още стотина километра се влива отдясно в река Маккензи.
Устието на реката е открито в края на юни 1789 г. от шотландския пътешественик Александър Маккензи, по време на плаването му надолу по река Маккензи.